# Bakio
Bakio – gmina w Hiszpanii, w prowincji Biskaja, w Kraju Basków, o powierzchni 16,78 km². W 2011 roku gmina liczyła 2604 mieszkańców.